# AutoWeek
AutoWeek ist eine Automobilzeitschrift der Crain Communications aus Detroit.

## Geschichte
Die erste AutoWeek erschien am 16. Juli 1958 in den Vereinigten Staaten. Das Magazin beschäftigte sich vorerst ausschließlich mit Motorsport und wurde unter dem Namen Competition Press verlegt. Das Logo war eine Stilisierung des gestreiften Rennhelms des Franzosen Jean Behra. Als in den 1960er-Jahren die Auflage stieg, kamen Fahrzeug- und Industrienachrichten hinzu und der Name wurde in Competition Press & Autoweek geändert. In den 1980er-Jahren blieb dann nur mehr Autoweek. Eine der frühen Herausgeber des Magazins war die Rennfahrerin und Journalistin Denise McCluggage.

## Digitale Medien
AutoWeek unterhält eine Website unter  www.autoweek.com  und die App Car News & Reviews.